# Guillem d'Entença i de Montcada
Guillem II de Montpeller d'Entença (1294-1321) fou l'últim baró de la dinastia Entença del que es va passar a denominar baronia que fou d'en Guillem d'Entença. Fill de Berenguer V i la seva muller Galbors de Montcada, fou germà de Berenguer d'Entença i de Montcada (cap d'almogàvers) i de Saurina d'Entença i de Montcada, casada amb Roger de Llúria (també cap d'almogàvers). Es va casar amb Berenguera de Montcada però no van tenir descendència.

## Futur de la Baronia d'Entença
El 1313, un Guillem d'Entença endeutat va fer donació de la baronia al rei d'Aragó Jaume el Just, qui no va prendre possessió fins a la mort de Guillem II. Corria l'any 1321 i la baronia passaria a la Corona. Només tres anys després, el 1324, el rei va concedir al seu fill petit Ramon Berenguer d'Aragó el Comtat de Prades i la baronia d'Entença, que restarien definitivament units.